# Jared Harris
Jared Francis Harris (Hammersmith, 1961. augusztus 24. –) brit színész.
Számos televíziós sorozatban szerepelt, egyebek mellett a Mad Men – Reklámőrültek, A rejtély, VI. György királyként A Korona, A térség, a Terror és Valerij Legaszovként az HBO Csernobil című minisorozatában. Hari Seldon Asimov Alapítvány című művéből készült tudományos-fantasztikus sorozatában is feltűnt.
Fontosabb mellékszerepeket kapott olyan filmekben is, mint A kismenő (2002), a Benjamin Button különös élete (2008), a Sherlock Holmes 2. – Árnyjáték (2011), a Lincoln (2012) és a Szövetségesek (2016).

## Fiatalkora és tanulmányai
Harris 1961. augusztus 24-én született London Hammersmith negyedében, Richard Harris ír színész és első felesége, Elizabeth Rees-Williams walesi színésznő három fia közül a másodikként. Öccse Jamie Harris színész, bátyja Damian Harris rendező. Anyai nagyapja David Rees-Williams politikus volt.
A Kelet-Sussexi Seaford városában a Ladycross Schoolban tanult, csakúgy, mint testvérei. Ezután a Downside Schoolba, egy katolikus bentlakásos független iskolába járt Stratton-on-the-Fosse faluban, Délnyugat-Angliában. Ezután az Egyesült Államokban a Duke Egyetemre járt, 1984-ben diplomázott dráma szakon, majd visszatért Angliába és a Royal Central School of Speech and Drama-ban tanult, ahol 1989-ben végzett.

## Pályafutása
Első filmszerepét 1989-ben a Hódító PC-ABC című filmben kapta. Ugyanebben az évben a Royal Shakespeare Company társulatával a Hamletben Fortinbrast alakította. 1995-ben szerepelt Paul Auster és Wayne Wang Füst és Egy füst alatt – Beindulva című filmjeiben, majd az idős Will Robinson szerepét alakította a Lost in Space – Elveszve az űrben című filmben. Ezután Dr. Charles Ashfordot játszotta A kaptár 2. - Apokalipszisben, Benmont Tench-et Jim Jarmusch Halott ember című filmjében, majd Kenneth Branagh hasonmása volt a Hogyan öljük meg a szomszéd kutyáját című fekete komédiában.
További figyelemre méltó szerepei közé tartozik VIII. Henrik király A másik Boleyn lány című regény 2003-as televíziós adaptációjában. Andy Warholt alakította az Én lőttem le Andy Warholt című filmben és John Lennont a Two of Us című televíziós filmben (2000). Todd Solondz A boldogságtól ordítani című fekete vígjátékában ő volt Vladimir (1998), majd a zord Anderson kapitány az Utazás a világ végére BBC2-adaptációjában; Eamon Quinn a Gazdagék c. sorozatban és David Robert Jones A rejtélyben. Egyik újabb filmszerepe Ulysses S. Grant volt a Steven Spielberg által rendezett Lincolnban. 2009-től 2012-ig játszotta Lane Pryce-t a Mad Men tv-sorozatban, majd 2015-ben visszatért a sorozathoz, hogy megrendezze a 7. évad 11. részét.
2019-ben Valerij Legaszovot alakította az HBO sikeres Csernobil című minisorozatában. Ezért a szerepért elnyerte a British Academy Television Award díját a legjobb színész kategóriában, és jelölték a Primetime Emmy-díjra a kiváló főszereplő limitált sorozatban vagy filmben, valamint Golden Globe-díjra a legjobb színész - minisorozat vagy televíziós film kategóriában.
2019 márciusában Harris csatlakozott Jared Letóhoz a Pókember spin-offjában, a Morbiusban. Ő alakítja a pszichohistória kifejlesztőjét, Hari Seldont az Alapítvány tv-sorozatban, amelynek premierje 2021 szeptemberében volt. 2021 márciusában Harris bejelentette, hogy csatlakozik a Sam Taylor-Johnson által rendezett Rothko című életrajzi dráma szereplőgárdájához.

## Magánélete
Első felesége 1989-től három évig Jacqueline Goldenberg volt. 2005. július 16-án feleségül vette Emilia Fox színésznőt, Edward Fox és Joanna David színészek lányát, de 2010 júniusában elváltak. 2009 áprilisában Harris megismerkedett Allegra Riggióval, aki világítástervező és televíziós műsorvezető, 2013. november 9-én házasodtak össze. Los Angelesben és New Yorkban élnek.

## Filmográfia

### Film
| Év   | Magyar cím                           | Eredeti cím                           | Szerep                             | Magyar hang       |
| ---- | ------------------------------------ | ------------------------------------- | ---------------------------------- | ----------------- |
| 1989 | Hódító PC-ABC                        | The Rachel Papers                     | Geoff                              | Tokaji Csaba      |
| 1992 | Túl az Óperencián                    | Far and Away                          | Paddy                              | Mikula Sándor     |
| 1992 | Az utolsó mohikán                    | The Last of the Mohicans              | brit hadnagy                       |                   |
| 1992 | Gyilkosság villanófényben            | The Public Eye                        | Danny, ajtónálló                   | Végh Péter        |
| 1994 | Született gyilkosok                  | Natural Born Killers                  | londoni fiú                        | Pálfai Péter      |
| 1994 |                                      | Nadja                                 | Edgar                              |                   |
| 1995 | Füst                                 | Smoke                                 | Jimmy Rose                         | Széles László     |
| 1995 | Halott ember                         | Dead Man                              | Benmont Tench                      |                   |
| 1995 | Egy füst alatt – Beindulva           | Blue in the Face                      | Jimmy Rose                         | Széles László     |
| 1995 | Mesebeli vadnyugat                   | Tall Tale                             | bandita                            | Galbenisz Tomasz  |
| 1996 | Én lőttem le Andy Warholt            | I Shot Andy Warhol                    | Andy Warhol                        |                   |
| 1997 | Arany az utcán                       | Gold in the Streets                   | Owen                               |                   |
| 1997 | Apák napja                           | Fathers' Day                          | Lee                                | Szokol Péter      |
| 1997 |                                      | Sunday                                | Ray                                |                   |
| 1997 | Az utolsó éjszaka Hong Kong-ban      | Chinese Box                           | William                            |                   |
| 1997 |                                      | White Lies                            | Jacob Reese                        |                   |
| 1998 | A boldogságtól ordítani              | Happiness                             | Vlad                               | Kálid Artúr       |
| 1998 | Vad szépség                          | B. Monkey                             | Alan Furnace                       | Lux Ádám          |
| 1998 | Lost in Space – Elveszve az űrben    | Lost in Space                         | Idősebb Will Robinson              | Bicskey Lukács    |
| 1998 | Lulu a hídon                         | Lulu on the Bridge                    | Alvin Shine                        |                   |
| 1998 |                                      | Trance                                | Jim                                |                   |
| 1999 |                                      | The Weekend                           | John Kerr                          |                   |
| 2000 |                                      | Lush                                  | W. Firmin Carter                   |                   |
| 2000 |                                      | Bullfighter                           | Jones                              |                   |
| 2000 | Hogyan öljük meg a szomszéd kutyáját | How to Kill Your Neighbor's Dog       | hamis Peter                        |                   |
| 2000 |                                      | Xi yang jing                          | Raymond Wallace                    |                   |
| 2001 | Parfüm                               | Perfume                               | Michael                            |                   |
| 2002 |                                      | Four Reasons                          | filmes                             |                   |
| 2002 | A kismenő                            | Mr. Deeds                             | Mac McGrath                        | Galkó Balázs      |
| 2002 | Minden jöhet                         | Igby Goes Down                        | Russel                             | Dolmány Attila    |
| 2002 | Minden jöhet                         | Igby Goes Down                        | Russel                             | Karácsonyi Zoltán |
| 2002 | Bábu                                 | Dummy                                 | Michael Foulicker                  |                   |
| 2003 | Sylvia                               | Sylvia                                | Al Alvarez                         | Csankó Zoltán     |
| 2003 | Sylvia                               | Sylvia                                | Al Alvarez                         | Harcsik Róbert    |
| 2003 | Végzetes rajongás                    | I Love Your Work                      | Yehud                              | Galbenisz Tomasz  |
| 2004 | Ocean’s Twelve – Eggyel nő a tét     | Ocean's Twelve                        | Basher mérnöke                     |                   |
| 2004 | A Kaptár 2. – Apokalipszis           | Resident Evil: Apocalypse             | Dr. Charles Ashford                | Juhász György     |
| 2005 | Az első szexikon                     | The Notorious Bettie Page             | John Willie                        | Kárpáti Levente   |
| 2006 | Lány a vízben                        | Lady in the Water                     | kecskeszakállas dohányos           | Dézsy Szabó Gábor |
| 2006 | Visszajáró pénz                      | Cashback                              | Alex Proud                         |                   |
| 2007 |                                      | 32A                                   | Ruth apja                          |                   |
| 2007 |                                      | Cracked Eggs (rövidfilm)              | Joe                                |                   |
| 2008 | Benjamin Button különös élete        | The Curious Case of Benjamin Button   | Mike kapitány                      | Schneider Zoltán  |
| 2008 | A gyilkos bennünk                    | From Within                           | Bernard Wilburn                    | Papucsek Vilmos   |
| 2010 | Eszeveszett küzdelem                 | Extraordinary Measures                | Dr. Kent Webber                    | Hannus Zoltán     |
| 2010 |                                      | The Ward                              | Dr. Gerald Stringer                |                   |
| 2011 | Sherlock Holmes 2. – Árnyjáték       | Sherlock Holmes: A Game of Shadows    | Moriarty professzor                | Gyabronka József  |
| 2012 | Lincoln                              | Lincoln                               | Ulysses S. Grant                   | Vass Gábor        |
| 2013 | A végzet ereklyéi: Csontváros        | The Mortal Instruments: City of Bones | Hodge Starkweather                 | Rosta Sándor      |
| 2013 | Paganini – Az ördög hegedűse         | The Devil's Violinist                 | Urbani                             | Mertz Tibor       |
| 2014 | Pompeji                              | Pompeji                               | Severus                            | Rosta Sándor      |
| 2014 | Pompeji                              | Pompeji                               | Severus                            | Mikula Sándor     |
| 2014 | Az elnémultak                        | The Quiet Ones                        | Joseph Coupland professzor         | Haás Vander Péter |
| 2014 | Doboztrollok                         | The Boxtrolls                         | Lord Charles Portley-Rind (hangja) | Szacsvay László   |
| 2015 | Poltergeist – Kopogó szellem         | Poltergeist                           | Carrigan Burke                     | Törköly Levente   |
| 2015 | Az U.N.C.L.E. embere                 | The Man from U.N.C.L.E.               | Adrian Sanders                     | Hirtling István   |
| 2016 | Egyes nők                            | Certain Women                         | William Fuller                     | Gyabronka József  |
| 2016 | Az utolsó próba                      | The Last Face                         | Dr. John Farber                    | Szakács Tibor     |
| 2016 | Szövetségesek                        | Allied                                | Frank Heslop                       | Törköly Levente   |
| 2019 |                                      | Robert the Bruce                      | John Comyn                         |                   |
| 2020 | Angela karácsonyi kívánsága          | Angela's Christmas Wish               | állatorvos (hangja)                |                   |
| 2022 | Morbius                              | Morbius                               | Emil Nicholas                      | Fillár István     |
| 2022 | A tengeri fenevad                    | The Sea Beast                         | Crow kapitány (hangja)             | Végh Péter        |

### Televízió
| Év        | Magyar cím                               | Eredeti cím                       | Szerep                                          | Megjegyzések                                   |
| --------- | ---------------------------------------- | --------------------------------- | ----------------------------------------------- | ---------------------------------------------- |
| 1995      | Veszélyes küldetés                       | New York Undercover               | Seth Baines                                     | 1 epizód                                       |
| 2000      |                                          | Two of Us                         | John Lennon                                     | tévéfilm                                       |
| 2003      | Nyomtalanul                              | Without a Trace                   | Walker atya                                     | 2 epizód                                       |
| 2003      | A másik Boleyn lány                      | The Other Boleyn Girl             | VIII. Henrik                                    | tévéfilm                                       |
| 2005      | Utazás a világ végére                    | To the Ends of the Earth          | Anderson kapitány                               | minisorozat (3 epizód)                         |
| 2006      |                                          | Coup!                             | Simon Mann                                      | tévéfilm                                       |
| 2007      | Esküdt ellenségek: Különleges ügyosztály | Law & Order: Special Victims Unit | Robert Morten                                   | 1 epizód                                       |
| 2007      | Árny északon                             | The Shadow in the North           | Axel Bellmann                                   | tévéfilm                                       |
| 2008      | Gazdagék                                 | The Riches                        | Eamon Quinn                                     | 5 epizód                                       |
| 2008–2012 | A rejtély                                | Fringe                            | Dr. David Robert Jones                          | 9 epizód                                       |
| 2009–2012 | Mad Men – Reklámőrültek                  | Mad Men                           | Lane Pryce                                      | 26 epizód rendező (1 epizód)                   |
| 2013      |                                          | Axe Cop                           | Anglia királya (hangja)                         | 1 epizód                                       |
| 2015–2017 | A Térség                                 | The Expanse                       | Anderson Dawes                                  | 7 epizód                                       |
| 2016–2017 | A Korona                                 | The Crown                         | VI György király                                | - 6 epizód - magyar hangja: - Lux Ádám         |
| 2016–2021 | Robotcsirke                              | Robot Chicken                     | James Bond gonosztevő / Mr. Weatherbee (hangja) | 2 epizód                                       |
| 2018      | Terror                                   | The Terror                        | Francis Crozier                                 | - 10 epizód - magyar hangja: - Hirtling István |
| 2018      | Állatok                                  | Animals                           | Mr. Budmeizner (hangja)                         | 1 epizód                                       |
| 2019      | Csernobil                                | Chernobyl                         | Valerij Legaszov                                | - 5 epizód - magyar hangja: - Gyabronka József |
| 2019      |                                          | Carnival Row                      | Absalom Breakspea                               | 8 epizód                                       |
| 2020      | Új bolondos dallamok                     | New Looney Tunes                  | Asteroid (hangja)                               | 2 epizód                                       |
| 2020–2021 | A szörnyetegnek meg kell halnia          | The Beast Must Die                | George Rattery                                  | 4 epizód                                       |
| 2021–2023 | Alapítvány                               | Foundation                        | Hari Seldon                                     | 19 epizód                                      |

## Színház
| Év   | Cím                     | Szerep                | Helyszín                          |
| ---- | ----------------------- | --------------------- | --------------------------------- |
| 1989 | Hamlet                  | Fortinbras            | The Barbican Theatre              |
| 1991 | IV. Henrik              | Henry "Hotspur" Percy | The Public Theater                |
| 1992 | 'Tis Pity She's a Whore | Soranzo               | The Public Theater                |
| 1995 | Ecstasy                 | Len                   | John Houseman Theater             |
| 1996 | Lear király             | Edmund                | The Public Theater                |
| 2001 | More Lies About Jerzy   | Jerzy Kosiński        | Vineyard Theatre                  |
| 2001 | Hamlet                  | Hamlet                | Shakespeare Theatre of New Jersey |
| 2003 | Humble Boy              | Felix Humble          | Manhattan Theatre Club            |
| 2005 | Veszedelmes viszonyok   | Vicomte de Valmont    | Playhouse Theatre, London         |
| 2006 | Period of Adjustment    | Ralph Bates           | Almeida Theatre                   |

## Díjak és jelölések
| Év   | Díj                               | Kategória                                                       | Cím                           | Eredmény |
| ---- | --------------------------------- | --------------------------------------------------------------- | ----------------------------- | -------- |
| 1998 | Sitges Film Festival              | Legjobb férfi főszereplő                                        | Trance                        | Elnyerte |
| 2008 | Screen Actors Guild-díj           | Legjobb szereplőgárda (mozifilm)                                | Benjamin Button különös élete | Jelölve  |
| 2009 | Screen Actors Guild-díj           | Legjobb szereplőgárda (drámasorozat)                            | Mad Men – Reklámőrültek       | Elnyerte |
| 2010 | Screen Actors Guild-díj           | Legjobb szereplőgárda (drámasorozat)                            | Mad Men – Reklámőrültek       | Jelölve  |
| 2012 | Primetime Emmy-díj                | Legjobb férfi mellékszereplő                                    | Mad Men – Reklámőrültek       | Jelölve  |
| 2012 | Screen Actors Guild-díj           | Legjobb szereplőgárda (drámasorozat)                            | Mad Men – Reklámőrültek       | Jelölve  |
| 2016 | Critics' Choice Television Awards | Legjobb mellékszereplő drámasorozatban                          | A Korona                      | Jelölve  |
| 2016 | Satellite Award                   | Legjobb férfi mellékszereplő (minisorozat vagy tévéfilm)        | A Korona                      | Jelölve  |
| 2017 | British Academy Television Award  | Legjobb férfi mellékszereplő                                    | A Korona                      | Jelölve  |
| 2018 | Satellite Award                   | Legjobb férfi mellékszereplő (minisorozat vagy tévéfilm)        | Terror                        | Jelölve  |
| 2019 | Primetime Emmy-díj                | Legjobb férfi főszereplő (televíziós minisorozat vagy tévéfilm) | Csernobil                     | Jelölve  |
| 2019 | Golden Globe-díj                  | Legjobb férfi főszereplő (minisorozat vagy tévéfilm)            | Csernobil                     | Jelölve  |
| 2019 | Critics' Choice Television Awards | Legjobb férfi főszereplő (minisorozat vagy tévéfilm)            | Csernobil                     | Jelölve  |
| 2019 | Screen Actors Guild-díj           | Legjobb színész (minisorozat vagy tévéfilm)                     | Csernobil                     | Jelölve  |
| 2019 | Satellite Award                   | Legjobb férfi főszereplő (minisorozat vagy tévéfilm)            | Csernobil                     | Elnyerte |
| 2020 | British Academy Television Awards | Legjobb férfi főszereplő                                        | Csernobil                     | Elnyerte |

## Fordítás
Ez a szócikk részben vagy egészben  a   Jared Harris című angol Wikipédia-szócikk ezen változatának fordításán alapul.  Az eredeti cikk szerkesztőit annak laptörténete sorolja fel. Ez a jelzés csupán a megfogalmazás eredetét és a szerzői jogokat jelzi, nem szolgál a cikkben szereplő információk forrásmegjelöléseként.